# Jihomoravský krajský přebor 1987/1988
V soubojích 28. ročníku Jihomoravského krajského přeboru 1987/88 (jedna ze skupin 5. fotbalové ligy) se utkalo 14 týmů každý s každým dvoukolovým systémem podzim–jaro. Tento ročník začal v srpnu 1987 a skončil v červnu 1988.

## Nové týmy v sezoně 1987/88
- Z Divize D 1986/87 sestoupilo do Jihomoravského krajského přeboru mužstvo TJ Modeta Jihlava.
- Ze skupin I. A třídy Jihomoravského kraje 1986/87 postoupila mužstva TJ Jiskra Medlánky (vítěz skupiny A) a TJ Dolní Němčí (vítěz skupiny B).

## Konečná tabulka
Zdroj: 
| Poř. | Tým                    | Z  | V  | R | P  | VG | OG | B  |
| ---- | ---------------------- | -- | -- | - | -- | -- | -- | -- |
| 1.   | TJ Spartak Hulín       | 26 | 18 | 3 | 5  | 59 | 33 | 39 |
| 2.   | TJ Spartak Jihlava     | 26 | 12 | 7 | 7  | 42 | 31 | 31 |
| 3.   | TJ Baník Ratíškovice   | 26 | 11 | 8 | 7  | 58 | 49 | 30 |
| 4.   | TJ Modeta Jihlava (S)  | 26 | 14 | 5 | 7  | 56 | 31 | 27 |
| 5.   | TJ LET Kunovice        | 26 | 9  | 9 | 8  | 43 | 37 | 27 |
| 6.   | TJ Baník Zbýšov        | 26 | 10 | 7 | 9  | 35 | 37 | 27 |
| 7.   | TJ Dolní Němčí (N)     | 26 | 11 | 5 | 10 | 44 | 43 | 27 |
| 8.   | TJ Zbrojovka Brno jun. | 26 | 9  | 6 | 11 | 49 | 47 | 24 |
| 9.   | TJ Slovan Hodonín      | 26 | 10 | 5 | 11 | 31 | 30 | 23 |
| 10.  | TJ Zetor Brno          | 26 | 8  | 6 | 12 | 34 | 46 | 22 |
| 11.  | TJ BOPO Třebíč         | 26 | 7  | 7 | 12 | 31 | 46 | 21 |
| 12.  | TJ Gottwaldov „B“      | 26 | 7  | 6 | 13 | 36 | 48 | 20 |
| 13.  | VTJ Kroměříž           | 26 | 7  | 6 | 13 | 28 | 51 | 20 |
| 14.  | TJ Jiskra Medlánky (N) | 26 | 7  | 4 | 15 | 36 | 63 | 18 |

Poznámky:
- Z = Odehrané zápasy; V = Vítězství; R = Remízy; P = Prohry; VG = Vstřelené góly; OG = Obdržené góly; B = Body; (S) = Mužstvo sestoupivší z vyšší soutěže; (N) = Mužstvo postoupivší z nižší soutěže (nováček)
- Modetě Jihlava bylo odečteno 6 bodů, Slovanu Hodonín byly odečteny 2 body.[1]

|  | Postup do Divize D 1988/89                               |
|  | Sestup do skupin I. A třídy Jihomoravského kraje 1988/89 |